# Кругель
Кру́гель — село в Україні, у Люблинецькій селищній територіальній громаді Ковельського району Волинської області. Населення становить 240 осіб. Перша писемна згадка від 24 травня 1595 року[джерело?].

## Історія
У 1906 році село Старокошарської волості Ковельського повіту Волинської губернії. Відстань від повітового міста 12 верст, від волості 4. Дворів 82, мешканців 554.

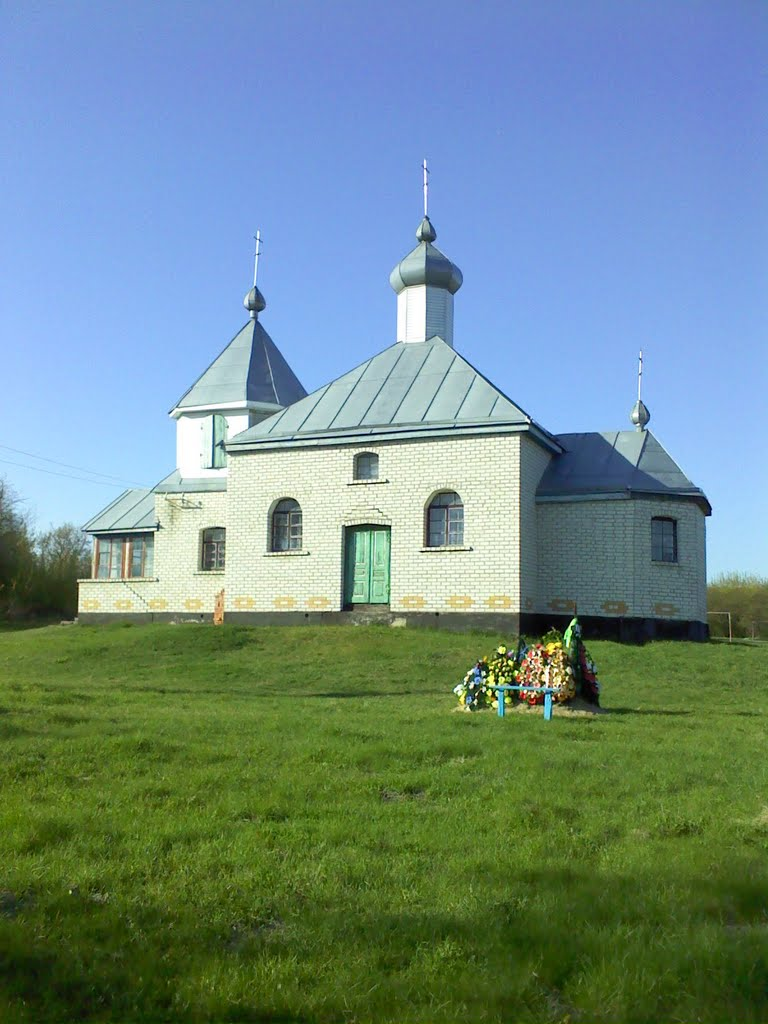
Храм арх. Михаїла в Кругелі

## Населення
Згідно з переписом УРСР 1989 року чисельність наявного населення села становила 266 осіб, з яких 122 чоловіки та 144 жінки.
За переписом населення України 2001 року в селі мешкало 240 осіб. 100 % населення вказало своєю рідною мовою українську мову.